# ناصرالدین منشی کرمانی
ناصرالدین منشی کرمانی، نویسنده و منشی دربار قراختاییان کرمان بود که در توران پشت متولد شد و پس از مدتی توانست وارد دربار قراختاییان کرمان شود و منصب منشی و دبیر دولت را بر عهده بگیرد.
از آثار وی می‌توان به کتاب: سمط العلی اشاره کرد که تاریخی از قراختاییان که به شرح تاریخ کرمان در دوره‌های قبل نیز می‌پردازد.